# EV9 Van Oostzee naar de Adriatische Zee
Van Oostzee naar de Adriatische Zee (Baltic Sea to Adriatic Sea) is een geheel bewegwijzerde fietsroute van zo'n 2050 kilometer lang. De route maakt deel uit van het EuroVelo-netwerk van de European Cyclists' Federation, en is opgezet met financiering vanuit een Interreg-programma van de Europese Unie. Het type bewegwijzering verschilt van land tot land omdat gebruik wordt gemaakt van nationale netten van langeafstandsfietsroutes. 
De route gaat door de volgende landen en gebieden: Polen, Tsjechië, Oostenrijk, Slovenië, Italië en Kroatië. 
De route verbindt de Oostzee met het Adriatische Zee. De route wordt ook wel Barnsteenroute genoemd.
Onderweg zijn er veel bezienswaardigheden. Voor gidsen en toelichtingen moet gebruikgemaakt worden van het materiaal dat per land beschikbaar is. In sommige gevallen kan dat er toe leiden dat het alleen beschikbaar is in de taal van dat land. 